# Eliminatórias da Copa do Mundo FIFA de 2010 - Europa (Grupo 5)

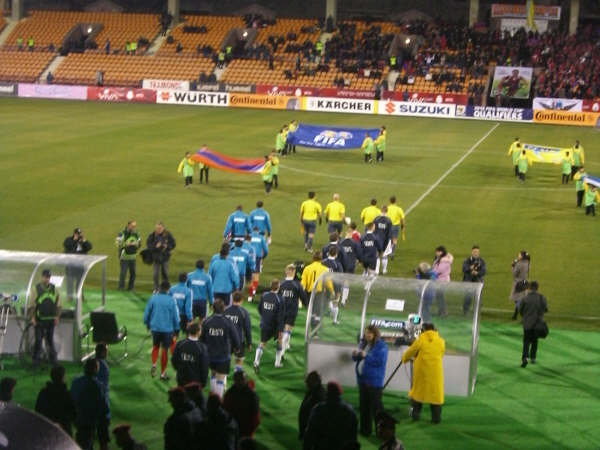
Armênia vs Estônia, pelas eliminatórias da Copa do Mundo FIFA de 2010, em 28 de março de 2009.

O Grupo 5 das eliminatórias da Europa para a Copa do Mundo FIFA de 2010 foi formado por Espanha, Turquia, Bélgica, Bósnia e Herzegovina, Armênia e Estônia.
Um encontro foi realizado na Espanha em 8 de janeiro de 2008 para determinar os confrontos do grupo 5. Contudo, a delegação bósnia, que compareceu ao encontro horas após o início, não concordou com a ordem dos confrontos determinado pelas outras delegações. Como a programação de partidas não foi finalizada em 16 de janeiro, a FIFA aprovou a tabela final durante o XXXII Congresso Ordinário da UEFA em 30 de janeiro de 2008 em Zagreb, na Croácia.

## Classificação
| Pos | Equipe               | Pts | J  | V  | E | D | GP | GC | SG  | Classificado                              |  | ESP | BIH | TUR | BEL | EST | ARM |
| --- | -------------------- | --- | -- | -- | - | - | -- | -- | --- | ----------------------------------------- |  | --- | --- | --- | --- | --- | --- |
| 1   | Espanha              | 30  | 10 | 10 | 0 | 0 | 28 | 5  | +23 | qualificadas para a Copa do Mundo de 2010 |  | —   | 1–0 | 1–0 | 5–0 | 3–0 | 4–0 |
| 2   | Bósnia e Herzegovina | 19  | 10 | 6  | 1 | 3 | 25 | 13 | +12 | qualificadas para a segunda fase          |  | 2–5 | —   | 1–1 | 2–1 | 7–0 | 4–1 |
| 3   | Turquia              | 15  | 10 | 4  | 3 | 3 | 13 | 10 | +3  | Eliminado                                 |  | 1–2 | 2–1 | —   | 1–1 | 4–2 | 2–0 |
| 4   | Bélgica              | 10  | 10 | 3  | 1 | 6 | 13 | 20 | −7  | Eliminado                                 |  | 1–2 | 2–4 | 2–0 | —   | 3–2 | 2–0 |
| 5   | Estónia              | 8   | 10 | 2  | 2 | 6 | 9  | 24 | −15 | Eliminado                                 |  | 0–3 | 0–2 | 0–0 | 2–0 | —   | 1–0 |
| 6   | Armênia              | 4   | 10 | 1  | 1 | 8 | 6  | 22 | −16 | Eliminado                                 |  | 1–2 | 0–2 | 0–2 | 2–1 | 2–2 | —   |

## Resultados
| 6 de setembro de 2008 20:45 (UTC+2) | Bélgica                     | 3 – 2     | Estônia                 | Estádio de Sclessin, Liège                |
|                                     | Sonck 39', 81' · Defour 75' | Relatório | Zenjov 57' · Oper 90+2' | Público: 17,992 Árbitro: ENG Michael Dean |

| 6 de setembro de 2008 21:00 (UTC+5) | Armênia | 0 – 2     | Turquia                 | Estádio Hrazdan, Ierevan                        |
|                                     |         | Relatório | Şanlı 61' · Şentürk 77' | Público: 30,000 Árbitro: NOR Tom Henning Øvrebø |

| 6 de setembro de 2008 22:00 (UTC+2) | Espanha   | 1 – 0     | Bósnia e Herzegovina | Estádio Nueva Condomina, Murcia            |
|                                     | Villa 58' | Relatório |                      | Público: 29,152 Árbitro: SCO Craig Thomson |

| 10 de setembro de 2008 20:15 (UTC+2) | Bósnia e Herzegovina                                                          | 7 – 0     | Estônia | Bilino Polje, Zenica                     |
|                                      | Misimović 24', 30' (pen), 56' · Muslimović 59' · Džeko 60', 72' · Ibričić 88' | Relatório |         | Público: 12,500 Árbitro: ROU Pavel Balaj |

| 10 de setembro de 2008 21:00 (UTC+3) | Turquia             | 1 – 1     | Bélgica   | Estádio Şükrü Saracoğlu, Istambul            |
|                                      | Belözoğlu 74' (pen) | Relatório | Sonck 32' | Público: 34,097 Árbitro: FRA Stephane Lannoy |

| 10 de setembro de 2008 22:00 (UTC+2) | Espanha                                   | 4 – 0     | Armênia | Estádio Carlos Belmonte, Albacete        |
|                                      | Capdevila 7' · Villa 16', 79' · Senna 83' | Relatório |         | Público: 16,996 Árbitro: FIN Tony Asumaa |

| 11 de outubro de 2008 20:45 (UTC+2) | Bélgica                  | 2 – 0     | Armênia | Estádio Rei Baudouin, Bruxelas               |
|                                     | Sonck 21' · Fellaini 37' | Relatório |         | Público: 20,949 Árbitro: DEN Peter Rasmussen |

| 11 de outubro de 2008 21:00 (UTC+3) | Turquia                | 2 – 1     | Bósnia e Herzegovina | Beşiktaş İnönü Stadyumu, Istambul          |
|                                     | Turan 51' · Erdinç 66' | Relatório | Džeko 26'            | Público: 23,628 Árbitro: HUN Viktor Kassai |

| 11 de outubro de 2008 21:45 (UTC+3) | Estônia | 0 – 3     | Espanha                             | A. Le Coq Arena, Tallinn                   |
|                                     |         | Relatório | Juanito 34' · Villa 38' · Puyol 69' | Público: 9,200 Árbitro: SWE Jonas Eriksson |

| 15 de outubro de 2008 20:15 (UTC+2) | Bósnia e Herzegovina                         | 4 – 1     | Armênia      | Bilino Polje, Zenica                    |
|                                     | Spahić 31' · Džeko 39' · Muslimović 56', 89' | Relatório | Minasyan 85' | Público: 13,000 Árbitro: ISR Asaf Kenan |

| 15 de outubro de 2008 20:45 (UTC+2) | Bélgica  | 1 – 2     | Espanha                 | Estádio Rei Baudouin, Bruxelas                  |
|                                     | Sonck 7' | Relatório | Iniesta 36' · Villa 88' | Público: 45,888 Árbitro: NOR Tom Henning Øvrebø |

| 15 de outubro de 2008 21:30 (UTC+2) | Estônia | 0 – 0     | Turquia | A. Le Coq Arena, Tallinn                 |
|                                     |         | Relatório |         | Público: 6,500 Árbitro: POL Robert Małek |

| 28 de março de 2009 20:00 (UTC+4) | Armênia                        | 2 – 2     | Estônia                    | Hanrapetakan Stadium, Ierevan          |
|                                   | Mkhitaryan 33' · Ghazaryan 87' | Relatório | Vassiljev 38' · Zenjov 67' | Público: 3,000 Árbitro: LUX Luc Wilmes |

| 28 de março de 2009 20:45 (UTC+1) | Bélgica                       | 2 – 4     | Bósnia e Herzegovina                                  | Fenix Stadion, Genk                         |
|                                   | Dembélé 66' · Sonck 85' (pen) | Relatório | Džeko 7' · Jahić 75' · Bajramović 77' · Misimović 81' | Público: 20,041 Árbitro: RUS Nikolai Ivanov |

| 28 de março de 2009 22:00 (UTC+1) | Espanha   | 1 – 0     | Turquia | Estádio Santiago Bernabéu, Madri             |
|                                   | Piqué 61' | Relatório |         | Público: 73,820 Árbitro: SUI Massimo Busacca |

| 1 de abril de 2009 18:00 (UTC+3) | Estônia  | 1 – 0     | Armênia | A. Le Coq Arena, Tallinn                     |
|                                  | Puri 83' | Relatório |         | Público: 5,200 Árbitro: SUI Cyril Zimmermann |

| 1 de abril de 2009 20:45 (UTC+2) | Bósnia e Herzegovina | 2 – 1     | Bélgica    | Bilino Polje, Zenica                         |
|                                  | Džeko 12', 14'       | Relatório | Swerts 88' | Público: 13,800 Árbitro: SVK Vladimír Hriňák |

| 1 de abril de 2009 21:00 (UTC+3) | Turquia     | 1 – 2     | Espanha                             | Estádio Ali Sami Yen, Istambul             |
|                                  | Şentürk 26' | Relatório | Xabi Alonso 63' (pen) · Riera 90+2' | Público: 19,617 Árbitro: ENG Michael Riley |

| 5 de setembro de 2009 20:00 (UTC+5) | Armênia | 0 – 2     | Bósnia e Herzegovina        | Hanrapetakan Stadium, Ierevan              |
|                                     |         | Relatório | Ibričić 6' · Muslimović 74' | Público: 1,800 Árbitro: NED Eric Braamhaar |

| 5 de setembro de 2009 21:00 (UTC+3) | Turquia                                   | 4 – 2     | Estônia                          | Estádio Kayseri Kadir Has, Kayseri          |
|                                     | Şanlı 27', 72' · Yıldırım 37' · Turan 62' | Relatório | Voskoboinikov 7' · Vassiljev 52' | Público: 28,569 Árbitro: NOR Tommy Skjerven |

| 5 de setembro de 2009 22:00 (UTC+2) | Espanha                                           | 5 – 0     | Bélgica | Estádio Riazor, Corunha                     |
|                                     | David Silva 41', 67' · Villa 49', 85' · Piqué 50' | Relatório |         | Público: 30,441 Árbitro: FRA Bertrand Layec |

| 9 de setembro de 2009 20:00 (UTC+2) | Bósnia e Herzegovina | 1 – 1     | Turquia      | Bilino Polje, Zenica                              |
|                                     | Salihović 25'        | Relatório | Belözoğlu 4' | Público: 14,000 Árbitro: POR Olegário Benquerença |

| 9 de setembro de 2009 21:00 (UTC+5) | Armênia                      | 2 – 1     | Bélgica          | Hanrapetakan Stadium, Ierevan                  |
|                                     | Goharyan 23' · Hovsepyan 50' | Relatório | Van Buyten 90+2' | Público: 2,300 Árbitro: MKD Aleksandar Stavrev |

| 9 de setembro de 2009 22:00 (UTC+2) | Espanha                                 | 3 – 0     | Estônia | Estádio Romano, Mérida                     |
|                                     | Fàbregas 33' · Cazorla 82' · Mata 90+2' | Relatório |         | Público: 14,362 Árbitro: UKR Oleh Oriekhov |

| 10 de outubro de 2009 19:00 (UTC+3) | Estônia | 0 – 2     | Bósnia e Herzegovina     | A. Le Coq Arena, Tallinn                   |
|                                     |         | Relatório | Džeko 30' · Ibišević 64' | Público: 6,450 Árbitro: ITA Nicola Rizzoli |

| 10 de outubro de 2009 20:45 (UTC+2) | Bélgica        | 2 – 0     | Turquia | Estádio Rei Baudouin, Bruxelas                |
|                                     | Mpenza 7', 84' | Relatório |         | Público: 30,131 Árbitro: ITA Matteo Trefoloni |

| 10 de outubro de 2009 21:00 (UTC+5) | Armênia        | 1 – 2     | Espanha                 | Hanrapetakan Stadium, Ierevan          |
|                                     | Arzumanyan 58' | Relatório | Fàbregas 33' · Mata 64' | Público: 10,500 Árbitro: CZE Jiří Jech |

| 14 de outubro de 2009 20:00 (UTC+2) | Bósnia e Herzegovina        | 2 – 5     | Espanha                                                         | Bilino Polje, Zenica                       |
|                                     | Džeko 90' · Misimović 90+2' | Relatório | Piqué 13' (pen) · David Silva 14' · Negredo 50', 55' · Mata 81' | Público: 13,500 Árbitro: AUT Konrad Plautz |

| 14 de outubro de 2009 21:00 (UTC+3) | Turquia                  | 2 – 0     | Armênia | Estádio Bursa Atatürk, Bursa                |
|                                     | Altıntop 16' · Çetin 28' | Relatório |         | Público: 16,200 Árbitro: SWE Martin Hansson |

| 14 de outubro de 2009 21:30 (UTC+3) | Estônia                     | 2 – 0     | Bélgica | A. Le Coq Arena, Tallinn                       |
|                                     | Piiroja 30' · Vassiljev 67' | Relatório |         | Público: 4,680 Árbitro: DEN Nicolai Vollquartz |

## Artilharia
| 9 golos - Edin Džeko 7 golos - David Villa 6 gols - Wesley Sonck 5 golos - Zvjezdan Misimović 4 golos - Zlatan Muslimović 3 golos - David Silva - Gerard Piqué - Juan Manuel Mata - Konstantin Vassiljev - Tuncay Şanlı 2 golos - Émile Mpenza - Senijad Ibričić | 2 golos (continuação) - Álvaro Negredo - Cesc Fàbregas - Sergei Zenjov - Arda Turan - Emre Belözoğlu - Semih Şentürk 1 golo - Gevorg Ghazaryan - Henrik Mkhitaryan - Hovhannes Goharyan - Robert Arzumanyan - Sargis Hovsepyan - Vahagn Minasyan - Daniel Van Buyten - Gill Swerts - Marouane Fellaini - Mousa Dembélé - Steven Defour - Emir Spahić - Sanel Jahić | 1 golo (continuação) - Sejad Salihović - Vedad Ibišević - Zlatan Bajramović - Albert Riera - Andrés Iniesta - Carles Puyol - Joan Capdevila - Juanito - Marcos Senna - Santi Cazorla - Xabi Alonso - Andres Oper - Raio Piiroja - Sander Puri - Vladimir Voskoboinikov - Halil Altıntop - Mevlüt Erdinç - Sercan Yıldırım - Servet Çetin |